# Briszéisz
Több görög mitológiai személy neve:
1. Briszéisz – lürnésszoszi királyné, Briszeusz király (vagy egy Briszész nevű pap) lánya, Münész király felesége. Amikor a trójai háború idején Akhilleusz Aineiaszt üldözve lerohanta és feldúlta Lürnésszosz városát, megölte Münészt is, Briszéiszt pedig mint rabnőt magával vitte. A gyönyörű fiatal nőhöz igen ragaszkodott: ezt tudta Agamemnón is, ezért követelte Briszéiszt kárpótlásul, amikor az ő rabnőjét, Khrüszész lányát vissza kellett szolgáltatnia – így bosszulta meg, hogy főképpen Akhilleusz szorgalmazta a lány visszaadását. Utóbb, Patroklosz halála után Agamemnón a békülés jeléül sok ajándékkal együtt Briszéiszt visszaadta Akhilleusznak, és esküt tett rá, hogy egy ujjal sem érintette. – Briszéisz történetét Homérosz adja elő az Iliaszban; Ovidiusnál (Hősnők levelei) Briszéisz szerelmes urába, és keserűen szemére veti, hogy oly könnyen átengedte Agamemnónnak, és utóbb még visszafogadni sem volt hajlandó. – Egy nagyszerű pompeji freskón látható a jelenet, amikor Agamemnón küldötte vezeti a könnyeit törlő Briszéiszt a méltatlankodó Akhilleusztól.
2. Briszéisz – A trójai Kalkhasz leánya. Mivel apja elpártolásában nem volt része, Trójában maradhatott; utóbb a jós kérésére Agamemnón hozzájárult, hogy előkelő trójai foglyokért kicseréljék a lányát. Még trójai tartózkodása alatt Briszéisz sírig tartó hűséget esküdött a szerelmes Tróilosznak, de amint a görögök táborába ért, hamarosan Diomédész kedvese lett. – Ezt a történetet az ókor nem ismerte, a XII. századi Trója-regény (Benoit) ír róla először. A témát Boccaccio, majd Chaucer és végül Shakespeare dolgozta ki epikus, illetve drámai formában. Náluk a név már Cryseide, illetve Cressida, vagyis alakja összekeveredett Khrüszéiszével. Ennek feltehető oka a névalakok hasonlóságán kívül az is, hogy Khrüszéisz is egy Apollón-pap lánya volt, valamint az, hogy mind ő, mind az eredeti Briszéisz egy-egy görög vezér ágyas-rabnője lett.